# 39.ª Brigada Mixta (Ejército Popular de la República)
La 39.ª Brigada Mixta fue una unidad del Ejército Popular de la República que tomó parte en la Guerra Civil Española. A lo largo de la contienda la brigada estuvo presente en los frentes de Madrid, Guadalajara y Levante.

## Historial
La unidad fue creada el 26 de noviembre de 1936, en el frente de Madrid, a partir de los batallones «Ferrer», «Toledo», «Sigüenza», «7.º de Milicias Confederales», «Orobón Fernández» y «Juvenil Libertario» de la columna Palacios. La unidad fue denominada inicialmente como brigada «X». Como jefe de la 39.ª BM fue nombrado el capitán-médico de la Sanidad militar Miguel Palacios Martínez, con el anarcosindicalista Julián Adrados Almazán como comisario político.
El 31 de diciembre la brigada recibió la numeración «39», siendo asignada a la 5.ª División. En aquel momento la unidad cubría el sector noroeste de la Casa de Campo, en el ala derecha del frente de Madrid —siguiendo la línea del ferrocarril Madrid-Irún hasta la carretera de Húmera a Aravaca—.
La 39.ª BM llegó a recibir refuerzos procedentes de la columna «Durruti», cediendo la brigada los batallones «Juvenil Libertario» y «Orobón Femández». Posteriormente se le incorporarían efectivos de los batallones «El Socialista» y «Casa del Pueblo», y los batallones confederales 8.º y 14.º, muy mermados en efectivos. Durante los siguientes meses la unidad se mantuvo en el frente de Madrid, sin tomar parte en acciones militares de relevancia. En abril tomó parte en los ataques contra las posiciones franquistas en el frente de Madrid, sufriendo importantes bajas, debiendo ser relevada de primera línea el 19 de abril. Durante el resto de 1937 pasaron por la jefatura de la brigada los mayores de milicias Mariano Román Urquiri y Álvaro Gil del  Moral.
El 31 de marzo de 1938 la brigada fue enviada al frente de Guadalajara, donde tomó parte en sangrientos combates en torno a las posiciones de Cerro Blanco y Cerro Rojo, llegando a sufrir 500 bajas. Al término de las operaciones el mayor de milicias José Penido Iglesias asume el mando de la unidad.
El 24 de abril, la 39.ª BM fue enviada como refuerzo al sector de Segorbe, marchando luego a primera línea del frente en las cercanías y de Allepuz, donde se incorporó a la 14.ª División del XXI Cuerpo de Ejército. El 27 de abril fracasó en su intento de reconquistar La Muela de Jorcas, si bien lograría resistir en las cercanías de Allepuz hasta el 15 de mayo, siendo relevada del frente el día 24. Trasladada a Mora de Rubielos, donde quedó agregada nuevamente a la 5.ª División; el mayor de milicias Penido asumió el mando de la división, siendo sustituido accidentalmente en la brigada por el mayor de milicias Ciriaco Gil Gil. En este nuevo sector la 39.ª BM asumió la misión de restablecer las líneas defensivas, hasta el final de los combates hacia el 26 de julio. El 21 de noviembre el mando de la brigada pasó al mayor de milicias Florentino Fernández Campillo.
La unidad se autodisolvió coincidiendo con el final de la contienda, en marzo de 1939.

## Mandos
Comandantes
- Capitán-médico Miguel Palacios Martínez;
- Mayor de milicias Mariano Román Urquiri;
- Mayor de milicias Álvaro Gil del Moral;
- Mayor de milicias Julio Rodríguez Fernández;[8]
- Mayor de milicias José Penido Iglesias;
- Mayor de milicias Ciriaco Gil Gil;

Comisarios
- Julián Adrados Almazán, de la CNT;[1][9]

Jefes de Estado Mayor
- capitán de milicias Nicolás Wolpiasky;
- teniente Joaquín Gisbert Alonso;
- capitán de milicias Rafael Martín Gago;